# Bia rebeli
Bia rebeli är en fjärilsart som beskrevs av Felix Bryk 1953. Bia rebeli ingår i släktet Bia och familjen praktfjärilar. Inga underarter finns listade i Catalogue of Life.